# Gulbarga
Gulbarga (Hindi: गुलबर्गा, Kannada: ಗುಲಬರ್ಗಾ, Urdu: گلبرگہ) è una suddivisione dell'India, classificata come municipal corporation, di 427.929 abitanti, capoluogo del distretto di Gulbarga e della divisione di Gulbarga, nello stato federato del Karnataka. In base al numero di abitanti la città rientra nella classe I (da 100.000 persone in su).

## Geografia fisica
La città è situata a 17° 19' 60 N e 76° 49' 60 E e ha un'altitudine di 454 m s.l.m..

## Società

### Evoluzione demografica
Al censimento del 2001 la popolazione di Gulbarga assommava a 427.929 persone, delle quali 222.663 maschi e 205.266 femmine. I bambini di età inferiore o uguale ai sei anni assommavano a 57.682, dei quali 30.106 maschi e 27.576 femmine. Infine, coloro che erano in grado di saper almeno leggere e scrivere erano 285.308, dei quali 162.709 maschi e 122.599 femmine.

## Storia
Gulbarga contiene nel suo centro cittadino alcuni dei più belli ed antichi esempi di architettura islamica del Karnataka, che risalgono ai secoli XIV e XV, quando fu la prima capitale del Sultanato di Bahmani, primi dominatori musulmani del Deccan.

## Luoghi d'interesse

### Moschea del venerdì (Jami Masjid)

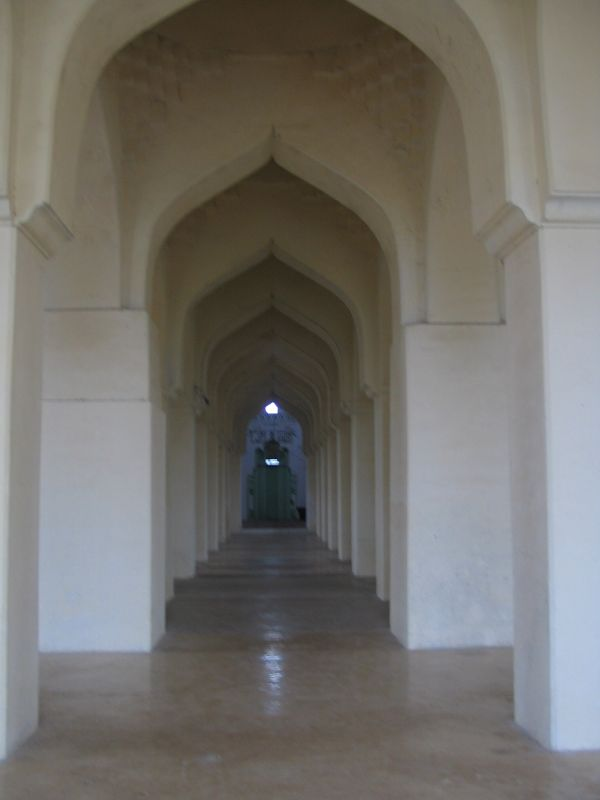
Le volte della sala nella moschea del venerdì (Jami Masjid)

La moschea fu costruita nel 1367 e rappresentò la raggiunta potenza del Sultanato; fu inoltre una delle prime moschee dell'India del sud ed anche l'unica senza un cortile aperto. Sul lato posteriore lungo Bazaar Street vi sono una serie di piccole sale, ora trasformate in abitazioni.

### Firuzabad
Il sultano Taj ud-Din Firuz Shah fondò verso il 1400 la città-palazzo di Firuzabad, posta a circa 28 km a sud di Gulbarga, lungo la riva est del fiume Bhima. Massicci muri in pietra, bastioni quadrangolari e varie porte ad arco racchiudono un'area quadrata di circa 1 km di lato. All'interno si trovano la moschea Jami Masjid e la sala delle udienze su due piani. Vi sono anche le rovine dell'hammam reale, uno dei primi di tutto il Deccan, riccamente decorato con volte e cupole.